# 伍德縣 (俄亥俄州)
伍德县（英語：Wood County）是美國俄亥俄州西北部的一個縣。面積1,607平方公里。根據美國2000年人口普查，共有人口121,065人。縣治博靈格林 (Bowling Green)。
成立於1820年2月12日，縣名紀念在1812年戰爭中修築梅格斯堡的艾利澤·德比·伍德 (Eleazer Derby Wood)。